# 海拉尼山
13°50′32″S 70°46′24″W / 13.84222°S 70.77333°W

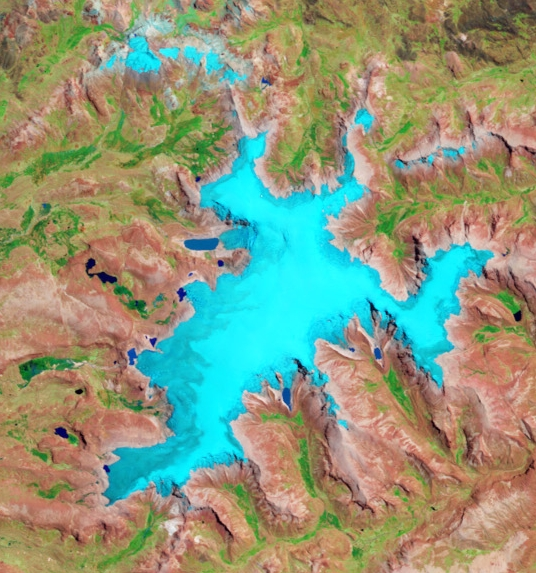

海拉尼山（Jairani），是秘魯的山峰，位於該國東南部普諾大區，由卡拉瓦亞省的科拉尼區負責管轄，屬於韋爾卡努塔山脈的一部分，海拔高度約5,000米。